# Jovan Belimarković
Jovan Belimarković, född 1828 och död 1906, var en serbisk general.
Belimarković ledde från 1860 befästningsarbetena i Serbien, blev chef för generalstaben och var 1868-73 krigsminister. År 1877 var Belimarković chef för Moravakåren och 1889-93 konservativ medlem av förmyndarregeringen för kung Alexander.